# Варес Евальд Янович
Варес Евальд Янович (нар. 17 червня 1925, Ленінград, СРСР — 10 грудня 2010, Львів, Україна) — стоматолог, доктор медичних наук (1968), професор (1968).

## Біографія
Закінчив Казанський стоматологічний інститут в 1949 році.
Працював викладачем Омської зуболікарної школи в 1950—1953 рр., а потім у Другому Московському медичному інституті (1955—1959 рр.).
У 1959—1965 роках — завідувач відділу ортодонтії Одеської НДІ стоматології, згодом (в 1965—1971 рр.) завідувач кафедри ортопедичної стоматології Донецького медичного інституту.
З 1972 року працював у Львівському медичному інституті: завідувач кафедри ортопедичної стоматології (1972—1982 рр.), завідувач лабораторії технології зубних протезів (1983—1993 рр.), професор кафедри хірургічної і ортопедичної стоматології (1993—1995 рр.).
Кандидат медичних наук (1955), старший науковий співпрацівник (1959), доктор медичних наук (1968), професор (1968). Тема докторської дисертації "Закономерности роста челюстных костей и их значение для практики ортодонтии".
У 1985 нагороджений Орденом Вітчизняної війни I ступеня .

## Напрями наукових досліджень
- вивчення закономірностей морфологічної перебудови тканин при ортодонтній дії в ділянці вісцерального скелета;
- вивчення закономірностей росту кісткових структур лицевого скелета та можливості їх використання при усуненні зубощелепових деформацій;
- удосконалення технологій виготовлення зубних протезів та ортодонтичних апаратів методом ливарного пресування пластмас та методом штампування пластмас;
- опрацювання технологій виготовлення суцільнолитих конструкцій протезів із компенсацією усадки;
- виготовлення повних знімних зубних протезів за одне відвідування;
- виготовлення мостоподібних протезів без препарування твердих тканин зубів;
- виготовлення знімних зубних протезів з біологічно нейтральних полімерів медичного призначення.
- закономірності морфологічної перебудови тканин при ортодонтичної дії в ділянці вісцерального скелета, росту кісток структур лицьового скелета;
- технології виготовлення зубних протезів та ортодонтичних апаратів[3].

## Праці
Автор близько 140 наукових праць, серед них 12 монографій.
- Замещающие протезы верхней челюсти / Э. Я. Варес, Г. П. Кнотько. – Киев : Здоров’я, 1981. – 56 с.;
- Протезы с фарфоровыми зубами / Э. Я. Варес, Э. С. Садиков, В. И. Тищенко. – Киев : Здоров'я, 1982. – 93 с. : ил. – (Библиотека практического врача. Стоматология);
- Литьевое прессование зубочелюстных протезов из пластмасс / Э. Я. Варес, А. В. Павленко, В. И. Шевченко. – Ленинград : Медицина. Ленингр. отделение, 1984. – 128 с.;
- Централизованное изготовление зубных протезов с использованием новой и усовершенствованной технологии / Э. Я. Варес, В. А. Нагурный, В. М. Андриюк [и др.]. – Житомир, 1992. – 195 с. : ил.;
- Изготовление зубных мостовидных протезов без бормашины. Вопросы. Решения. Перспективы. Сыктывкар, 1993. – 128 с.;
- Восстановление полной утраты зубов. Новые и усовершенствованные технологические положения / Варес Э. Я., Калинина Н. В., Загорский В. А., Семенова О. А. – Донецк, 1993. – 240 с. : ил.;
- Изготовление зубных протезов и ортодонтических аппаратов из литьевых термопластов : руководство. – Львов, 1999. – 100 с.;
- Морфогенетическое обоснование и физико-химические основы пародонтоза : монография / Э. Варес, С. Беспалова. – Донецк, 2000. – 130 с.;
- Руководство по изготовлению стоматологических протезов и аппаратов из термопластов медицинской чистоты. Д., 2002 (співавт.).